# Walther Ribbeck
Walther (Walter) Ribbeck (* 13. Mai 1858 in Berlin; † 26. November 1899 in Breslau) war ein deutscher Historiker und Staatsarchivar.

## Familie
Walther Ribbeck stammte aus einer pommerschen Theologenfamilie. Sein Vater war Bernhard (Friedrich Julius Hartwig) Ribbeck (1819–1881), preußischer Geheimer Oberregierungsrat im Innenministerium (1868). Seine Mutter war Marie Luise Charlotte Schulze (1833–1916). Sein Großvater war der Theologe Friedrich Ribbeck (1787–1860). Er heiratete 1890 in Hannover Charlotte Dorothee Hengst.

## Leben
Ribbeck besuchte bis 1876 das Wilhelms-Gymnasium in Berlin und studierte anschließend Philosophie und Geschichten an den Universitäten Berlin, Tübingen und Leipzig. Er wurde 1880 in Leipzig mit einer Arbeit über Friedrich I. und die römische Curie in den Jahren 1157–1159 zum Dr. phil. promoviert. Nach einer kurzen Zeit als Assistent am Historischen Seminar in Berlin war er Archivar an den Staatsarchiven Münster, Hannover (als Assistent Juli 1887–April 1889), Düsseldorf (seit 1889), Koblenz (1892), Marburg (1893) und Breslau (seit 1897). Er war Mitarbeiter der Allgemeinen Deutschen Biographie.

## Schriften (Auswahl)
- Ribbeck, Walther. Publikationen in der bibliografischen Datenbank der Regesta Imperii.
- Ribbeck, Walter. Publikationen in der bibliografischen Datenbank der Regesta Imperii.
- Briefe Rotger Torcks an Ferdinand von Fürstenberg. In: Zeitschrift für vaterländische Geschichte und Altertumskunde, Band 52 (1894), I. Abteilung, S. 12–36.
- Die auswärtige Politik Christoph Bernhards von Galen in den Jahren 1665 bis 1678. In: Zeitschrift für vaterländische Geschichte und Altertumskunde, Band 52 (1894), I. Abteilung, S. 36–202.